# Lidová hudba

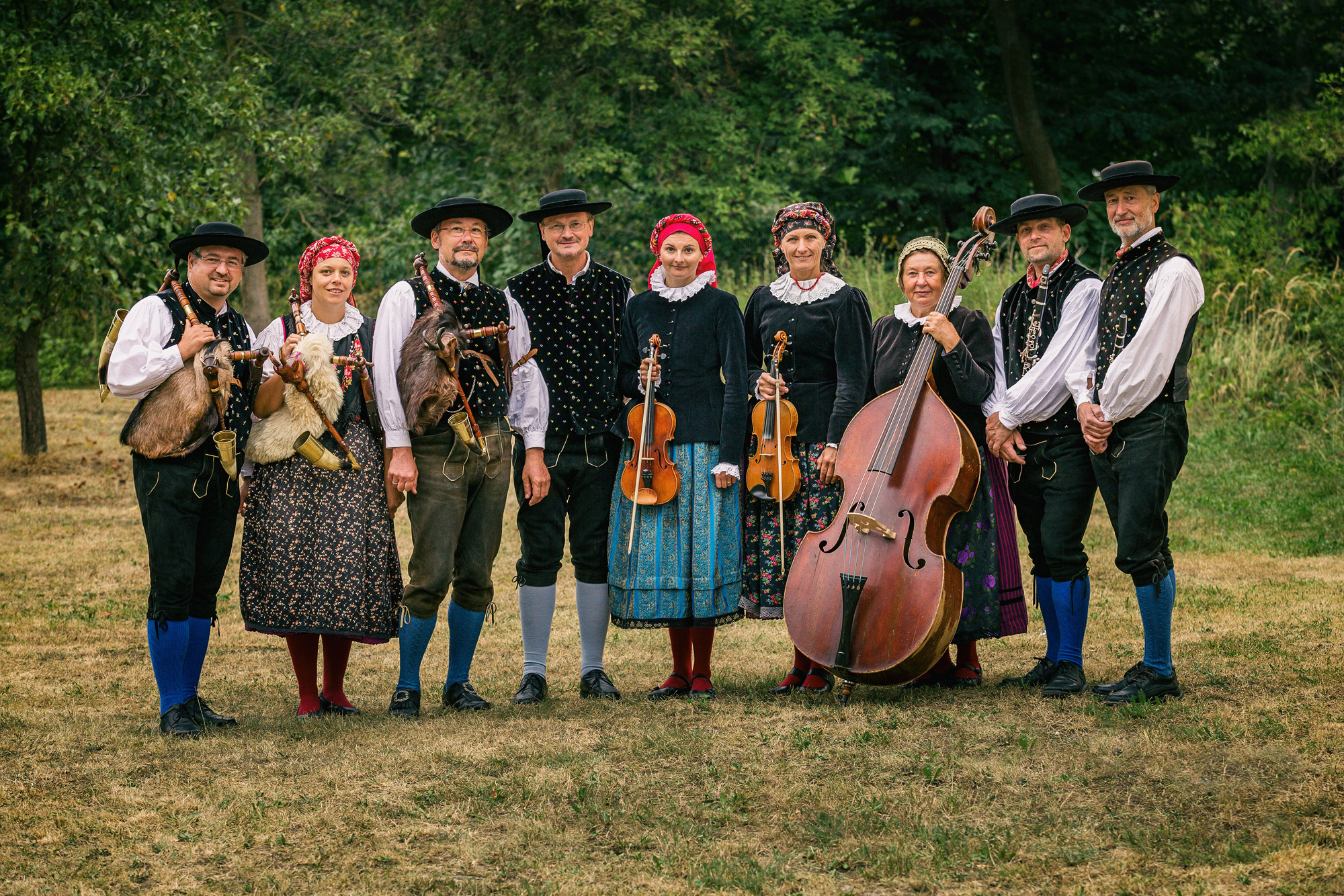
Pošumavská dudácká muzika

Lidová hudba (hudební folklór) je ryze spontánní projev lidové hudebnosti. Jedná se o písně a tance, ale též o obyčeje a zvyky, při nichž hraje hudba významnou roli. Rozvíjí se a uchovává ústní tradicí a její tvůrci zůstávají většinou anonymní ale nemusí.
Základem evropské lidové hudby je píseň. Mnohé z písní byly natolik oblíbeny, že si je předávaly celé generace, a staly se tak nejpřirozenějším a také nejčistším projevem obecné hudebnosti, současně však též neocenitelným dokumentem hudebních kořenů příslušného etnika. Zpívá se v nich o přirozených lidských potřebách a tužbách, nejčastěji o lásce, práci a přírodě. Folklór vznikal a dosud vzniká v nejrůznějších částech světa a na mnoha místech je dosud jediným hudebním projevem vůbec. Velmi se různí podle kontinentů, zemí a tradic v melodice, rytmu i harmonii a odlišnost užívaných hudebních nástrojů). Zatímco v některých světadílech dosud žije a vzniká, v některých zemích, hlavně evropských v průběhu 20. století téměř vymizel. Je to důsledek komercionalizace umění, které drtí prostřednictvím mediální globalizace průměrné umělé hudební tvorby vše, co podobnými možnostmi a metodami šíření nedisponuje. Je svým způsobem zákonité, že společenství méně závislá na tom, co nazýváme civilizací jsou více schopna rozvíjet potenciál vlastních hudebních kořenů.

## Vztah lidové a klasické hudby
Témata lidové hudby nacházíme v umělé hudbě od středověku dodnes; skladatelé se k nim stále znovu vracejí jako k nevyčerpatelné inspiraci. Velmi výrazně inspirovala skladatele romantického období (např. Antonín Dvořák, Bedřich Smetana, Edvard Grieg Ferenc Liszt a mnoho dalších). V generaci skladatelů první poloviny 20. století nacházíme osobnosti, které jí ve své tvorbě vyhradily zásadní místo a důkladně ji studovaly i z hlediska sémantického. Nejvýznamnějšími z nich byli (a to nejen ve středoevropském kontextu) Leoš Janáček a Béla Bartók, kde lidová hudba prolíná prakticky celou jejich tvorbou, a to nejen skladby deklarující zpracovávání příslušných námětů. Lidová hudba ovlivnila i skladatele západoevropské, v jejich produkci se však objevuje pouze ve vysloveně artificiální podobě – takovým příkladem je třeba anglickým neoklasicista Benjamin Britten.

## Vztah lidové a populární hudby

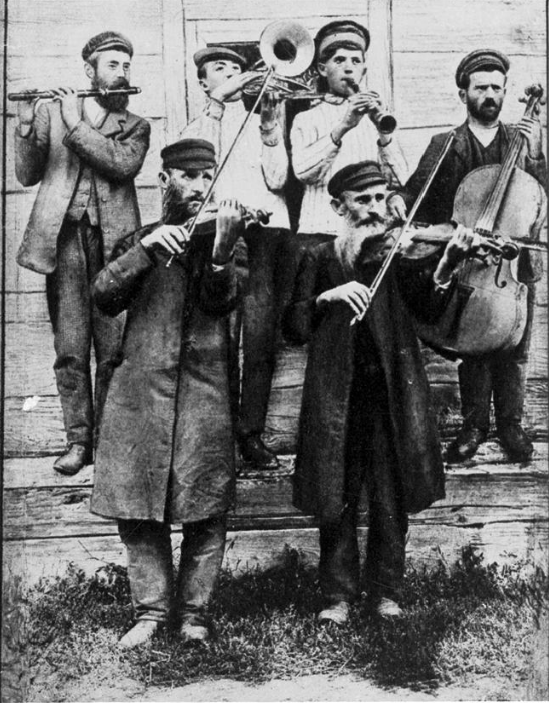
Klezmer hudebníci hrají na svatbě. Ukrajina, kolem roku 1925.

Na úvod této kapitoly je nezbytné uvést, že pod pojmem „populární hudba“ je nutno chápat veškeré hudební žánry umělé hudby od prvních dekád 20. století do současnosti, které nelze zařadit do klasické hudby, zvané též vážná. Nejedná se tím o náznak diskriminace těchto žánrů či o pejorativní význam slova, pojetí vychází z faktu nedostatečné či nepřesné terminologické deskripce tohoto širokého okruhu hudebních stylů. Termín populární hudba je třeba oddělit od výrazu popmusic – zkráceně nazývané také pop (jakkoli jsou si tyto názvy jazykově příbuzné), který představuje tzv. „střední proud“, tedy komerční a konvenční formy umělé populární hudby z příslušných stylů vycházející nebo je kombinující. Česká terminologie tuto diferenciaci nezná, ale anglosaská tento rozdíl cítí.
Vztah lidové a populární hudby v současnosti je v zásadě dvojí, a to ve smyslu obousměrného pohybu, kdy vektor vlivu (směřování) lze někdy jen ztěžka determinovat (určit). Kvalita obou směrů pohybu je většinou diametrálně odlišná. Zatímco v prvním případě, tedy v případě vlivu lidové hudby na hudbu populární lze tento zásah cítit jako primárně (nikoli však vždy ve svém výsledku) pozitivní, v opačném případě je tomu tak jen málokdy.

### Lidová hudba versus populární hudba
Nejvýraznější globální vliv původní lidové hudby na vývoj široce akceptovaných hudebních směrů ve 20. století měla nepochybně původní hudba černošských komunit bývalých otroků ve Spojených státech. Jednalo se o písňovou formu se specifickou pentatonickou (pětitónou) modalitou, charakteristickými dvanáctitaktovými akordickými postupy a systémem „otázka-odpověď“ ve sborovém zpěvu. Tento druh lidové hudby byl v 19. století nazván blues a stal se základem pro pozdější americkou populární hudbu, její vývoj a formy, především ragtime, jazz, rhythm and blues, rock and roll, hip hop a celou širokou oblast konvenčních popových trendů. Tyto styly, počínaje jazzem posléze ovlivnily vývoj hudby v celosvětovém měřítku. Pozdější vlivy lidové hudby lze v této oblasti vysledovat především v rockové hudbě. Ta je i příkladem obousměrného působení a ovlivňování coby tzv. folková hudba (z německého slova volk či z anglického folk – lid, národ), včetně svých nejrůznějších odnoží (např. také tzv. česká trampská hudba).
Během 20. století získal termín „lidová hudba“ i druhý význam coby zvláštní druh umělé populární hudby, který zpětně ovlivňuje tradiční lidovou hudbu, resp. její provozování. Umělá aplikace lidové hudby do současných hudebních forem často ovlivňuje chápání současníků a jejich představy o ní natolik, že jí sami v tomto podání provozují coby hudbu původní. V závěru 20. století se stalo díky rozmachu komunikace oblíbeným druhem hudebního experimentu mísení etnických vlivů se snahou o vznik nového stylu, který je nazýván hudbou multietnickou. Tyto prvoplánové pokusy jsou (s čestnými výjimkami) navzdory své oblíbenosti spíše průkazem nedostatku invence, jak je tomu ostatně v mnoha odvětvích umění.
V českých zemích je starším (nicméně přetrvávajícím a obecně ukázkovým) typem takového postupu vytváření umělé lidové hudby tzv. „dechovka“ označovaná často pojmem česká lidovka. Mezi zlidovělé písně patří např. píseň „Škoda lásky“ skladatele Jaromíra Vejvody, která se stala celosvětově proslulou a natolik zdomácněla v mnoha zemích, že její jazykové verze jsou považovány za vlastní národní produkt. Např. v období druhé světové války byla tato skladba pod názvem „Roll On The Barrels“ oficiální bojovou písní britského válečného námořnictva, zpívali si ji vojáci na obou stranách fronty.
Všechny zde uvedené aplikace jsou pochopitelně prezentovány a šířeny standardně komerčním způsobem, postrádají tedy základní aspekt, typický pro lidovou hudbu jako takovou.

## Lidová hudba českých zemí

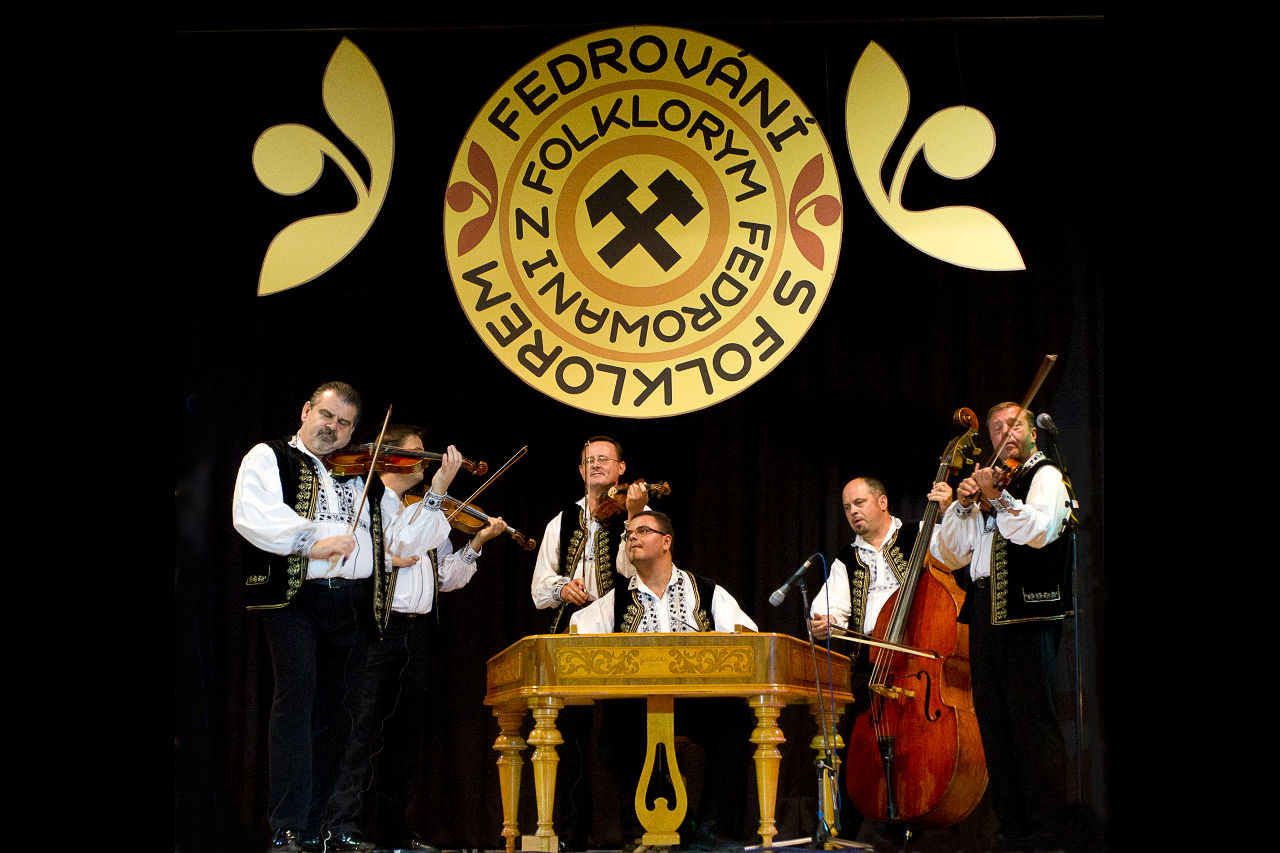
Cimbálová muzika na česko-polském festivalu Fedrování s folklorem

Nejstarší zápisy českých lidových písní pocházejí ze 16. století , např. Proč, kalino,v struze stojíš a Když jsem já ty koně pásal. Jedna z nejstarších vůbec je Radujme se, veselme se, která se ve svém původním tvaru zachovala až do 20. stol. V 19. stol. se zájem o lidovou píseň projevil bohatou činností sběratelskou. K významným sběratelům písní patřili Karel Jaromír Erben a František Sušil, který shromáždil neuvěřitelných 2361 skladeb. Přímo programově se k lidové písni obracejí budovatelé národních hudebních kultur. Lidová hudba proto přirozeně v tomto období vrůstá do hudby umělé a stává se nejen tematickým, ale postupně v některých případech i hlavním inspiračním vkladem vynikajících děl světové hudební kultury. Významnou roli měla lidová píseň v zakladatelském období hudby slovanských (také částečně i severských) národů. Lidové písně různých regionů mají své specifické rysy, takže každý jen trochu zkušený hudebník bezpečně rozezná např. lidovou píseň moravskou od české, maďarské apod.
Jedinou oblastí žijící lidové hudby v Čechách je Chodsko. V chodské hudbě je specifickou zvláštností je tzv. prolamování, což je vkládání osmin či šestnáctin místo čtvrťových nebo osminových not. Velmi oblíbený je na Chodsku vícehlas; druhý hlas často vystupuje nad hlavní melodii*, kterou doprovází ve vrchních terciích a sextách.
Na Moravě jsou dosud tři oblasti živé hudby: Podluží, Moravské Slovácko a Valašsko. V Podluží na Břeclavsku převládají písně táhlé, teskného zabarvení, s bohatou, široce klenutou melodií velkého tónového rozsahu. Většina z nich patří k tzv. východnímu písňovému typu, který se vyznačuje řadou rytmických a tonálních zvláštností. Z velkého bohatství zdejších písní mnohé dosud žijí. Převažují písně taneční, mezi nimiž nejvýznamnější místo patří párovému točivému tanci ve 2/4 taktu s charakteristickým tečkovaným rytmem. Nejosobitějším projevem valašské lidové kultury je tzv. valašská kvarta, kterou velmi obdivoval Vítězslav Novák. V moravské lidové hudbě je typická též tzv. moravská modulace, kdy nápěv přechází do vedlejší tóniny, zpravidla o tón nižší nebo do tónin na 5. a 6. stupni tóniny základní.
V našem českém, stejně jako obecně v evropském prostředí již neexistuje „nová“ lidová hudba sui generis, hudba tohoto typu je pouze udržována. Tomu napomáhá existence různých souborů a festivalů lidové umělecké tvorby. Máme nejen řadu amatérských souborů, ale i profesionálních, které pracují na vysoké umělecké úrovni (např. Brněnský rozhlasový orchestr lidových nástrojů či Chorea Bohemica, folkoví Kantoři, Karmína) i mnoho sólistů (např. zpěvačka Jarmila Šuláková, Jiří Pavlica, Luboš Holý, Zuzana Lapčíková či Jožka Černý). Existuje též celá řada kombinovaných hudebních a tanečních těles, včetně dětských souborů a perspektivních mladých umělců (např. Gabriela Jílková s cimbálovou muzikou Pramínky). Významnou každoroční přehlídkou lidové hudby v České republice je festival ve Strážnici.

## Příklady klasických skladeb inspirovaných lidovou hudbou
- Antonín Dvořák: Slovanské tance, op. 46 – I.řada, op. 72 – II. řada
- Antonín Dvořák: Moravské dvojzpěvy
- Leoš Janáček: Lašské tance
- Béla Bartók: Maďarské, slovenské, rumunské a valašské písně – adaptace velkého množství lidových písní, nejčastěji pro klavír
- Johannes Brahms: Uherské tance
- Bedřich Smetana: České tance
- Edvard Grieg: Norské lidové písně pro čtyřruční klavír
- Ferenc Liszt: Uherská rapsodie